# WEG Nr. 20
Die Nr. 20 der Württembergischen Eisenbahn-Gesellschaft (WEG) war eine vierfachgekuppelte Tenderlokomotive.
Das Einzelstück wurde 1914 mit der Fabriknummer 7186 von Hanomag für eine Zuckerfabrik in Kapstadt gebaut. Durch den Ausbruch des Ersten Weltkriegs kam die Auslieferung der Lok nicht mehr wie geplant zu Stande. Stattdessen wurde sie von der Flensburger Hafenbahn übernommen, die sie bis 1932 als Rangierlokomotive einsetzte. Danach erwarb die WEG die Lok und setzte sie zunächst auf der Strecke Jagstfeld–Ohrnberg ein. Wegen ihrer zu geringen Dampfproduktion war sie für den Einsatz auf der langen Strecke ungeeignet und kam so als Ersatzlok auf alle Strecken der WEG, so zuletzt auf die Strecke Vaihingen–Enzweihingen, wo sie 1963 verschrottet wurde.
Bei der Nassdampflok sorgten der hoch liegende Kessel und der kurze Schornstein für ein gedrungenes Erscheinungsbild.